# The Mute Gods
The Mute Gods é uma banda de rock inglesa, abarcada por Nick Beggs, Marco Minnemann e Roger King. Beggs contiguou King, com quem já havia trabalhado no grupo de Steven Wilson, em meados de 2014, e Minnemann, por sua vez, conviu à inclusão depois de Beggs ter acompanhado-no numa turnê de sua banda.

## História

### Do Nothing till You Hear from Me(2014–2016)
Seu álbum de estreia, Do Nothing till You Hear from Me, foi lançado em janeiro de 2016. Beggs escreveu a maioria das trilhas do álbum durante uma turnê em 2014, descrevendo-o como "um discurso bastante descontente com a distopia que criamos para nós e nossos filhos". Juntamente a Minnemann, o álbum ilustra outros bateristas 'visitantes', tais como Nick D'Virgilio e Gary O'Toole. Em novembro de 2015, a banda distribuiu dois clipes, com um dos quais escalando um vídeo de 360 graus, designado a concatenar-se ao título do álbum. Conforme declaração de Nick Beggs, "Do Nothing till You Hear from Me" foi instigado por Dwight D. Eisenhower, tangendo um anúncio sobre a potencial alçaprema do complexo militar-industrial, pluralmente associado ao geologista Phil Schneider, que laborou várias alegações sobre OVNIs, antes de morrer sob anárquicas condições.
A banda conquistou o prêmio Vanguard, cisão do Progressive Music Awards, em setembro de 2016.

Atual logotipo utilizado pela banda

### Tardigrades Will Inherit the Earth
Beggs anuiu em 2016 que um futuro álbum estava planejado a ser lançado em 2017, no início do ano. Ainda, assentiu sobre aspectos auspiciosos do álbum, alcunhando-o "tão bravo quanto o chacoalho de uma cobra com o rabo preso na porta de um carro!".
Em 5 de dezembro do então ano corrente, assinalou-se que o álbum estaria disponível com alicerce em 27 de fevereiro do ano ulterior. Seu primeiro single, We Can't Carry On, foi desferido em 13 de janeiro de 2017. O álbum integral foi, finalmente, comercializado em fevereiro de 2017, três dias predecessores à data alçada. Um vídeo para a trilha-título estava indexado.

### Atheists And Believers
Beggs disse que o terceiro álbum da banda seria lançado em 22 de março de 2019, exibindo aparições intermitentes de Alex Lifeson, do Rush. Franqueando o álbum, Nick falou que "esse aqui é mais melódico, garantindo um pouco mais do espectro pop, eu acho". Não houve demais explanações sobre materiais propínquos.

## Membros
- Nick Beggs – guitarra, baixo, chapman stick, vocais;
- Roger King – teclado,  produção;
- Marco Minnemann – bateria, guitarra, mixagem sonora.

## Discografia
- Do Nothing till You Hear from Me (2016);
- Tardigrades Will Inherit the Earth (2017);
- Atheists and Believers (2019).